# Timothy Davis (1794–1872)
Timothy Davis (ur. 29 marca 1794 w Newark, zm. 27 kwietnia 1872 w Elkader) – amerykański polityk, członek Partii Republikańskiej.

## Działalność polityczna
W okresie od 4 marca 1857 do 3 marca 1859 przez jedną kadencję był przedstawicielem 2. okręgu wyborczego w stanie Iowa w Izbie Reprezentantów Stanów Zjednoczonych.